# Samordningskommittén på området för polissamarbete och straffrättsligt samarbete
Samordningskommittén på området för polissamarbete och straffrättsligt samarbete (Cats), tidigare artikel 36-kommittén (franska: Comité de l'article trente-six, Cats) eller K.4-kommittén, är en kommitté inom Europeiska unionens råd som har till uppgift att i samarbete med andra kommittéer och arbetsgrupper inom rådet bistå Ständiga representanternas kommitté i rättsliga, övergripande och strategiska frågor som rör polissamarbete och straffrättsligt samarbete. Den spelar en särskilt stor roll i frågor som inte faller under ständiga kommittén för operativt samarbete i frågor som rör den inre säkerheten. Kommittén kan ha en beredande funktion i lagstiftningsarbetet, men alla ärenden överlämnas till Ständiga representanternas kommitté innan de tas upp på ministernivå i rådet. Kommittén inrättades 1988 för att bereda ärenden inom det då mellanstatliga samarbetet kring rättsliga och inrikes frågor. Dess dåvarande namn var en följd av att dess rättsliga grund återfanns i artikel K.4 i Maastrichtfördraget, vilket genom Amsterdamfördraget ändrades till artikel 36. Akronymen Cats, som är en förkortning av det tidigare franska namnet Comité de l'article trente-six (artikel 36-kommittén), har dock behållits. Genom Lissabonfördraget togs denna artikel bort, samtidigt som polissamarbete och straffrättsligt samarbete blev en del av unionens överstatliga samarbete.
Kommittén består av företrädare för medlemsstaterna och Europeiska kommissionen. Ordförande är företrädaren för den medlemsstat som utövar det halvårsvisa roterande ordförandeskapet i Europeiska unionens råd. Även företrädare för unionens organ och byråer, i synnerhet Europol, Eurojust och Europeiska unionens byrå för grundläggande rättigheter, kan delta i kommitténs arbete.